# Maxime Formont
 (décembre 2024).
Si vous disposez d'ouvrages ou d'articles de référence ou si vous connaissez des sites web de qualité traitant du thème abordé ici, merci de compléter l'article en donnant les références utiles à sa vérifiabilité et en les liant à la section « Notes et références ».
Maxime Formont, né le 2 août 1864 à Bar-sur-Aube et mort le 11 mai 1940 à Vincennes, est un écrivain français, auteur de romans et de poèmes.

## Œuvres
- Lettres de Marie de Rabutin-Chantal marquise de Sévigné, 1648, 1882.
- Du Roman en vers et de l'épopée domestique (étude littéraire), 1885.
- Les Inspiratrices : Vittoria Colonna, Béatrix, Catherine d'Atayde, 1889.
- Les Refuges (avec Sully Prudhomme), 1890.
- Le Véritable génie de Dante, 1891.
- Le Mouvement poétique contemporain en Portugal, 1892.
- La Religieuse portugaise, 1893.
- Triomphe de la rose, 1896.
- Un dramaturge portugais, le Vicomte d'Almeida Garrett, 1898.
- Voluptés, 1899.
- L'Inassouvie, 1900.
- Perversités, 1901.
- Courtisane, 1901.
- Cantique de la rose, 1902.
- La Faute amoureuse, 1902.
- L'Amour passe, 1903.
- L'Énervée, 1903.
- La Grande amoureuse, 1904.
- Le Bon exemple, 1905.
- Le Péché de la morte, 1905.
- Un grand poète italien et latin, Giovanni Pascoli (1855-1912), 1906.
- Le Sacrifice, 1906.
- Le Baiser rouge, Paris, Alphonse Lemerre, 1906, 310 p.
- Le Semeur, 1907.
- Les Mauvaises maîtresses ; la Corsaire ; la Dame de Recloses ; Entre jeunes mariées, 1907.
- Le Risque, 1908.
- Reflets du passé italien - La Princesse de Venise, 1909.
- La Chambre vide (roman), 1909.
- La Fausse coupable, 1910.
- Reflets du passé italien - La Florentine, 1910.
- L'Enchanteresse, 1911.
- La Gloire de la rose, 1911.
- La Torture (roman), 1912.
- Reflets du passé italien. - La Louve (roman), 1912.
- Les Italiennes, 1913.
- Visions antiques. - La Danseuse (roman), 1914.
- Les Gâcheuses (roman contemporain), 1914.
- L'Amour au jardin, 1916.
- L'Audace (roman), Paris, Alphonse Lemerre, 1916.
- En marge de la guerre. - La Victoire (roman), 1917.
- La Dame blanche, vision d'hôpital (roman), 1917.
- La Victoire, 1918.
- Les Amants de Syracuse (roman), 1919.
- Un lys (roman), 1920.
- Le Bien-Aimé (roman), 1920.
- Devant le mystère (roman), 1921.
- Le Visage de l'amour (roman), 1922.
- Le Plaisir de vivre, Paris, Alphonse Lemerre, 1923, 270 p.
- Le Livre de la rose, 1924.
- L'homme de proie, 1925.
- La Sirène. L'Ondine. La Nymphe., 1926.
- Les Trompeuses (roman), 1927.
- Viveuse ou le Brasier (roman), 1928.
- Passionnée ou le bois d'amour, 1930.
- Le Désir, 1930.
- Couple à la mode (roman), 1932.
- Méditation, 1936.